# ثمن انصاری
ثمن انصاری (زادهٔ ۱ فوریهٔ ۱۹۷۴) بازیگر تلویزیون و تئاتر اهل پاکستان است.